# Cuore di mamma (film 1969)
Cuore di mamma è un film del 1969 diretto da Salvatore Samperi.

## Trama
Lorenza è una donna separata dal marito Andrea. La coppia ha avuto tre figli. Il figlio maschio, all'età di circa 8 anni, si rivela un bambino prodigio, lettore e studioso di testi scientifici, i cui apprendimenti ama citare a parenti ed amici durante i salotti mondani cui è avvezza la famiglia. Tuttavia egli dà un'interpretazione distorta alle nozioni culturali apprese, tanto da indossare in maniera permanente un elmetto tedesco con svastica, intentando una sorta di processo contro il fratellino di 2 anni accusandolo di comunismo davanti alla sorella di 6 fungente da giudice, e tentando di uccidere ripetutamente la tata (anche chiudendola in uno sgabuzzino e collegando il tubo del gas al buco della chiave). La madre, di fronte a questo comportamento, si convince di essere stata una cattiva madre. Un giorno la donna entra in contatto con un gruppo di rivoluzionaria e come reazione al nazismo del bambino, decide di unirsi a loro, contro la borghesia e il governo. Mentre è impegnata in una riunione con i compagni, il figlio minore muore annegato. L'ex marito si offre di tenere i due bambini, sino al momento in cui la donna supererà la crisi depressiva in cui è caduta.
Mentre Lorenza aiuta i rivoluzionari a piazzare una bomba in una fabbrica, Andrea si trova con la sua nuova compagna e i suoi due figli ad un pranzo in casa dell'ex marito, un imprenditore, che propone ad Andrea di entrare nel settore dei medicinali. Improvvisamente però parte una registrazione audio nella quale si ascoltano chiaramente momenti di un rapporto sessuale tra l'ex marito Andrea e la sua nuova compagna: autori della registrazione sono i due bambini, con lo scopo di mettere in difficoltà il padre.
Andrea decide così di rimandare i due figli dalla madre; la trovano nella vasca da bagno, entrano con lei nell'acqua ed uno dei bambini inaspettatamente mette la testa dentro l'acqua: la madre, scioccata, lo solleva subito, così il bambino gli rivela com'è morto il fratellino. Lorenza inorridita, esce dalla vasca ormai consapevole del fatto che siano stati i suoi due figli ad uccidere il fratellino più piccolo.
Mentre la donna sta compiendo un attentato, il figlio maschio uccide la sorella con il monossido di carbonio; la madre lo trova con una maschera antigas, che egli stesso aveva inventato e costruito.
Lorenza, che continua a far parte della banda criminale, trova il figlio mentre sta registrando una dichiarazione in cui accusa la madre di infanticidio, anche se specifica che finché lei continuerà a volergli bene, lui non consegnerà il nastro alla polizia.
Il figlio ha costruito una navicella spaziale, ma la donna la fa esplodere, uccidendo il bambino. Dopo ciò torna dai rivoluzionari che stanno attraversando un momento di crisi, dato che il loro leader è stato arrestato; decidono così di chiudere con gli attentati.

## Accoglienza

### Incassi
Incasso accertato a tutto il 31 dicembre 1972 £ 248.206.000.